# Баттувшин Балданцэрэн
Баттувши́н Балда́нцэрэн (монг. Баттувшин Балданцэрэн; род. 21 апреля 1972, МНР) — монгольский и российский мультиинструменталист. Народный артист Республики Бурятия.

## Биография
Баттувшин Балданцэрэн родился в Булганском аймаке Монголии в семье заслуженной артистки Монголии Уянчи и заслуженного деятеля культуры Монголии Гуина Балданцэрэна. Музыкой стал увлекаться в 7-ми летнем возрасте. Первым музыкальным инструментом освоенным Баттувшином стала лимба. В 13-ти летнем возрасте поступает на учебу в Улан-Баторский музыкальный колледж. После окончания колледжа становится артистом ансамбля «Мандуухай», совмещая гастроли с учёбой в Монгольском государственном университете культуры и искусства. В 1993 году после окончания вуза переехал в Улан-Удэ для работы в театре Байкал. Баттувшин мастерски владеет игрой на моринхууре, бишхуре, суух-хуре, хомусе, является исполнителем горлового пения, которое освоил в конце 90-х годов под руководством мастера горлового пения Одсурун из Монголии. С середины 2000-х годов возрождает бурятский национальный инструмент суух-хуур, который мастерили из мочевого пузыря животного и конского волоса.

## Достижения
В 2008 году принимал участие в церемониях открытия и закрытия Летних Олимпийских игр в Пекине. В том же году выступил композитором фильма «Улыбка Будды» (реж. Баир Дышенов). В 2011 году был удостоен звания народный артист Республики Бурятия. В 2013 году был признан министерством культуры Республики Бурятия «Лидером культуры 2012 года». В 2016 году выступил композитором фильма на бурятском языке «Ая гангын дуушан» (реж. Олег Коба), который был посвящен 80-летию со дня рождения выдающегося поэта Дондока Улзытуева.

## Семья
Жена — Донара Балданцэрэн; артистка театра Байкал;
- трое детей.